# Uljanka (przystanek kolejowy)
Uljanka (ros. Ульянка) – przystanek kolejowy w miejscowości Petersburg, w Rosji. Położony jest na linii z Dworca Bałtyckiego do Iwangorodu.